# Armada Confederada Perú-Boliviana
La Armada de la Confederación Perú-Boliviana fue un cuerpo naval formado por los estados de Bolivia, Nor Peruano y el Sur Peruano de la Confederación Perú-Boliviana, esta unión se produjo de facto al acabar la Guerra entre Salaverry y Santa Cruz en 1836, pero institucionalmente se produjo en 1837 con la formulación de la constitución de la Confederación.

## Reseña histórica
La adquisición de barcos se realizó con la compra de varios con capital de los tres Estados miembros[cita requerida], la procedencia de estas naves era muy variada, incluso de fabricación propia. 
El 21 de agosto de 1836 antes de declarar la guerra a la confederación las armada chilena capturó en el Callao a tres de las naves que conformaban la flota de guerra de la confederación lo que significó una drástica disminución de su poder ofensivo.
En octubre de 1837 una expedición naval confederada al mando del general Trinidad Morán incursionó en costas chilenas obteniendo la capitulación de la guarnición de la isla Juan Fernández donde se suponía se encontraba prisionero Ramón Freire aliado político de Santa Cruz, a su regreso al Perú la flota confederada capturó dos mercantes chilenos.
Roto el Tratado de Paucarpata y reiniciadas las hostilidades, el 12 de enero de 1838 tres naves confederadas al mando del almirante Juan José Panizo logran batirse exitosamente en retirada ante cinco naves de la armada chilena, ahora reforzada con las naves confederadas capturadas en el Callao.
A fines de 1838 el protector Andrés de Santa Cruz otorga patente de corso a toda nave extranjera que lo desee a fin de contrarrestar la superioridad material de la armada chilena. El 12 de enero de 1839, ocho días antes de la batalla de Yungay, los corsarios confederados al mando de Juan Blanchet son derrotados en Casma por una escuadra chilena al mando del marino inglés, nacionalizado chileno, Roberto Simpson.
La Armada Confederada llegó a su fin con la disolución de la confederación.

## Listado de barcos
Total de barcos de guerra pertenecientes a la armada de la Confederación:
- Fragata Monteagudo, 12 cañones de 12 lbs.
- Corbeta Libertad, 24 cañones de 12 lbs.
- Corbeta Socabaya, 24 cañones de 12 lbs.
- Corbeta Confederación, 20 cañones de 12 lbs.
- Bergantín Orbegoso, 6 cañones de 18 lbs.
- Bergantín Fundador (ex Congreso), 4 cañones de 12 lbs, 16 de 8 lbs.
- Bergantín Arequipeño, 1 cañón largo de 32 lbs y 12 de 8 lbs.
- Bergantín Junín, 2 cañones de 12 lbs y 4 de 9 lbs.
- Bergantín Catalina, (sin dato de cañones).
- Barca[2] Santa Cruz, 12 cañones de 9 lbs.
- Goleta Yanacocha, 10 cañones de 6 lbs.
- Goleta Limeña, 1 cañón de 8 lbs.
- Goleta Peruviana, 1 cañón de 12 lbs.
- Goleta Flor del Mar, 2 cañones giratorios.[3]
- Otras embarcaciones menores como cañoneras y botes.

Buques de guerra corsarios que prestaron servicio a la Confederación desde noviembre de 1838 a enero de 1839:
- Corbeta Edmond, 4 cañones largos de a 24 lbs, 1 de a 18 lbs, 12 de a 12 lbs y 8 colizas de 8 lbs.
- Bergantín Arequipeño, 1 cañón largo de a 24 lbs, 1 de a 12 lbs y 4 cañones de a 9 lbs.
- Barca Mejicana, con 18 cañones.[5]
- Goleta Perú,[6] 4 cañones de a 12 lbs y 6 colizas de a 8 lbs.